# USB - シリアル変換ケーブル

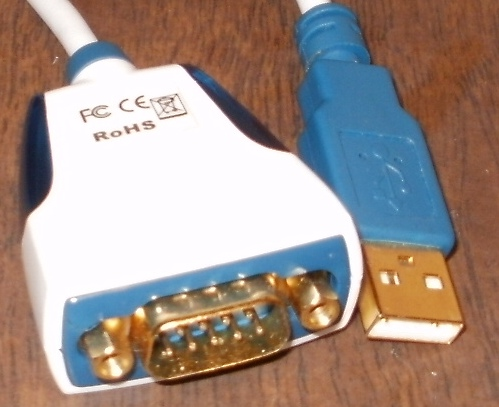
FTDI US232R : USB - RS-232 ケーブル

USB - シリアル変換ケーブル（ユーエスビー シリアルへんかんケーブル）は、物理的な端子のみならずUSBデータ通信とシリアル通信のプロトコル変換器の一種である。 一般的には、USBデータ通信と、RS-232, RS-485, RS-422, TTL-level UART といったシリアルデータ通信が相互に変換される。古いRS-423プロトコルはほとんど利用されることがないため、変換ケーブルも一般的ではない。 

## 利用方法
USB - RS-232変換ケーブルが、消費者にも商業分野、産業分野でもよく利用されている。USB - RS-485/422変換ケーブルは、ほぼ産業分野のみで利用される。USB - TTLレベルUARTコンバータは、マイクロコントローラに直接接続できるため、学生や愛好家によって広く使用されている。
USB変換ケーブルは、一般的に様々な用途で利用され、非公開のプロトコル用のものも存在するが、そういう製品はシリアル変換ケーブルとは見做されない。
パソコンのUSBポートからD-Subコネクタ（通常はDB9またはDB25）またはRJ45コネクタのシリアルデバイスに繋いで直接通信することで、データ転送のセキュリティは問題にならない。

## 歴史
歴史的に、1990年代までは、ほとんどのパソコンには、COMポートとも呼ばれるD-subシリアルRS-232ポートが搭載され、ほとんどのタイプのシリアルRS-232デバイスに接続するために使用できた。90年代末頃に、多くのコンピュータメーカは、USBポートを支持してシリアルCOMポートを段階的に廃止し始めた(一部はPC97アーキテクチャから、マイクロソフトからの指示があった)。
2020年頃まで一部のパソコン（例: NEC VersaPro）にはシリアルCOMポートとUSBポートの両方があったが、大半にはシリアルCOMポートがなく、今日ではUSBポートしか搭載されていない。
RS-232、RS-485、またはRS-422ポートを備えたシリアルデバイスがまだ使用されていることで、USBからシリアルアダプタの必要性が生じた。2020年代において、Cisco製品をはじめとする多くの機器では、EIA/TIA-561ベースRS-232規格で、RJ45ポートに置き変えられている。

## 設計

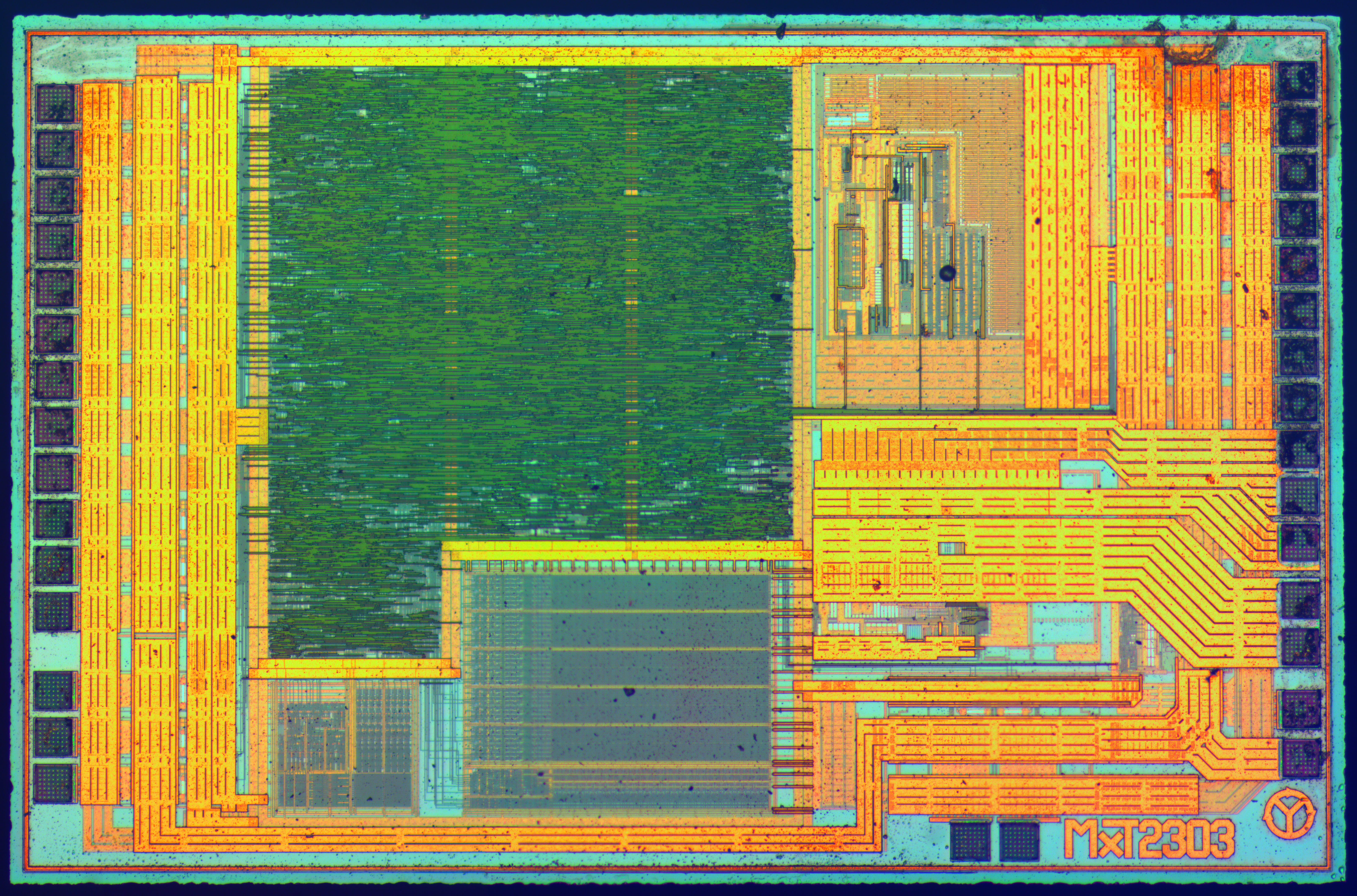
PL2303HXのダイ Prolific Technology製のUSB - シリアルブリッジコントローラ

簡単な例として、一般的なUSB - シリアル変換ケーブルは、USB信号を処理するUSBプロセッサチップで構成されている。 USBプロセッサは、処理されたUSB信号をシリアルドライバチップに送信し、正しい電圧を適用し、処理されたデータ信号をシリアル出力に送信する。
コンピュータがデータ信号を検出し処理するには、ドライバをOSにインストールする必要がある。FTDIを含む一部の信号処理チップは、ドライバが初期状態でOSにインストールされているが、他のチップモデルのドライバは別途インストールする必要がある (例：Windows 10, macOS, WCH CH340, Silicon Labs 210x, Prolific PL2303).
USB - シリアル変換ケーブルがパソコンに接続されている場合、ドライバは、Windowsではデバイスマネージャー、LinuxおよびmacOSでは/devに表示される仮想COMポートを作成する。この仮想COMポートは、組込みのシリアルCOMポートであるかのようにアクセスして使用できる。
仮想COMポートの特性は、主にデータレイテンシの点で、実際の内部COMポートとまったく同じという訳ではない。つまり、非常に機密で正確なデータ転送が必要な場合、USBからシリアルへのアダプタは信頼性が低く、望ましいソリューションではない可能性がある。 仮想COMドライバは一般的に、Windows、Linux、macOSでのみ利用可能である。